# مدیریت مدل ترامپ
مدیریت مدل ترامپ (انگلیسی: Trump Model Management) یک بنگاه مدلینگ مستقر در نیویورک بود که در سال ۱۹۹۹ با نام T Models توسط دونالد ترامپ بنیانگذاری گردید و در آوریل ۲۰۱۷، اندکی پس از رئیس‌جمهور شدن ترامپ منحل شد.